# コロンビア女子サッカーリーグ
コロンビア女子プロサッカーリーグ（スペイン語: Liga Femenina Profesional de Fútbol Colombiano, 英語: Colombian Professional Women's Football League）は、コロンビア最上位カテゴリーの女子サッカーリーグである。

## 概要
コロンビア女子プロサッカーリーグはコロンビアのプロサッカー運営組織であるディマジョールが主催する国内唯一の女子プロサッカーリーグである。2017年に創立され当時18チームが参加した。優勝と準優勝チームはクラブチームによる南米大陸選手権大会であるコパ・リベルタドーレス・フェメニーナへの出場権を得る。   

## 大会の名称
創立年からアギラ・ビールで知られる飲料メーカー、ババリアが冠スポンサーを務めており大会の正式名称は「リーガ・アギラ・フェメニーナ」である。国内では一般に「リーガ・フェメニーナ（女子リーグ）」と呼ばれる。

## 創立の歴史
コロンビアの女子サッカーは2008年まで地方アマチュアリーグのみでプレーされていた。2009年のコパ・リベルタドーレス・フェメニーナ創立に伴いコロンビアサッカー協会は出場チーム（当時1枠）を決めるための全国大会コパ・プレリベルタドーレスの開催を決定。優勝チームに出場権を与えた。フォルマス・インティマスに代表されるコパ出場チームはアマチュアながらも、当時すでにプロ化されていたブラジルやアルゼンチンのチームを破り2013年大会では準優勝を果たすなど結果を残した。2015年にはコパ・リベルタドーレス・フェメニーナが自国開催され、女子サッカーへの注目がさらに高まった。これを受け、2016年にはDifútbol（コロンビア・アマチュアサッカー協会）がカンペオナート・ナシオナル・デ・フットボル・フェメニーノ（全国女子サッカー大会）を開催。40チーム以上が参加し翌年のプロリーグ創立の下地となった。
2017年にディマジョールの承認を得て、コロンビア史上初めての女子プロサッカーリーグが創立された。ディマジョールの審査を通った18チームが参戦した。翌年の2018年から二部リーグを設立する計画があったが、のちにキャンセルされた。この全国女子リーグの設立により、コロンビアは2023年FIFA女子ワールドカップへの立候補権を得た。 

## 大会形式
参加チームの増減に伴い大会形式は2017年の創立から毎年変更がなされている。基本的には地理的に近接する４-6チームでグループステージを戦い、上位チームが第2ステージであるトーナメント戦へ進出するという形をとっている。グループステージはホーム＆アウェイの総当たり戦を２-3ヶ月間かけて行う。決勝トーナメントもホーム＆アウェイで戦い、これは決勝ラウンドも同様である。1年間に2シーズンを戦う男子リーグと異なり、女子リーグは一年に1シーズンのみ開催される（通常2月ー6月）。優勝チームにはCONMEBOL主催のコパ・リベルタドーレス・フェメニーナへの出場権が与えられる（2019年から2枠となり準優勝チームも出場できるようになった）。またシーズン終了後にはスペインリーグ優勝チームとの親善試合が組まれるのが慣例である。

## 2017シーズン
リーグ創設の年となった2017年、参加する18チームは6チームからなる3つのグループに分けられた。ホーム＆アウェイ形式でグループ内の各チームと2度ずつ対戦したのち、各グループの上位2名と3位の上位2チームが決勝トーナメントへ出場。決勝トーナメントも同様にホーム＆アウェイで行われた。 リーグは2月に開始され、6月の決勝戦でサンタ・フェがアトレティコ・ウイラを下し最初のリーグ覇者となった。

## 2018シーズン
2018年シーズンは前年から5チーム増えた計23チームで行われた。6チームからなる3つのグループと5チームからなる1つのグループに分けられ、上位2チームが決勝トーナメントへ出場。決勝戦では前年準優勝のアトレティコ・ウイラがアトレティコ・ナシオナルをPK戦で下し初優勝を飾った。アトレティコ・ウイラは出場したコパ・リベルタドーレス2018でブラジルのサントスに勝利し、コロンビア勢として初めての優勝を手にした。

## 2019シーズン
コロンビア女子代表U-17でのセクハラ・スキャンダルや財政難を理由に一時キャンセルの危機にあったが、選手委員会の設置などもあり結局20チームで開催された。この年から国際大会（コパ・リベルタドーレス、コパ・スダメリカ）を戦う男子プロリーグチームはディマジョールによって女子チームの設立が義務化された。ミジョナリオス、インデペンディエンテ・メデジン（フォルマス・インティマスとの合同チーム）、オンセ・カルダス、デポルティボ・カリの4チームが新たに参戦。またこの年からコロンビアのコパ・リベルタドーレス・フェメニーナの枠が拡大され、優勝と準優勝の2チームが参戦権を得ることになった。アメリカ・デ・カリがインデペンディエンテ・メデジンを決勝で下し初優勝を達成した。決勝戦は33000人の観衆を集めた。

## 過去大会の決勝ラウンド
| シーズン | 優勝                     | スコア           | 準優勝                         |
| -------- | ------------------------ | ---------------- | ------------------------------ |
| 2017     | サンタ・フェ (1)         | 2-1, 1-0         | アトレティコ・ウイラ           |
| 2018     | アトレティコ・ウイラ (1) | 0-1, 2-1 (3-0 p) | アトレティコ・ナシオナル       |
| 2019     | アメリカ・デ・カリ (1)   | 2-0, 1-2         | インデペンディエンテ・メデジン |
| 2020     | サンタ・フェ (2)         | 2-1, 2-0         | アメリカ・デ・カリ             |
| 2021     | デポルティーボ・カリ (1) | 4-1, 2-2         | サンタ・フェ                   |
| 2022     | アメリカ・デ・カリ (2)   | 1-2, 3-1         | デポルティーボ・カリ           |

## 備考
・ディマジョールは2020年、女子リーグへ14億ペソの予算を用意すると発表した。
・リーグのメインスポンサーになるには25億から30億ペソ、セカンダリースポンサーには5億から15億ペソ程度の貢献が必要である。リーグの継続には最低でも2社のメインスポンサー、3-4社のセカンダリースポンサーが必須であるとされる。
・2020年7月、コロンビア政府とスポーツ省はコロナウイルス流行に伴うリーグの財政難を受け、14億ペソの援助を約束した。
・選手の給与は月換算で100万ペソ（3万円）から300万ペソ（9万円）と推定されている。シーズンが極端に短いこともあり（グループステージで敗退すれば3ヶ月程度）多くの選手がピッチ外の仕事で生計を立てている。